# Trieste (L9890)
El Trieste (L9890)  es un buque de asalto anfibio de la Armada italiana —de hecho un portaaviones medio— construido y botado el 24 de mayo de 2019 por la empresa italiana Fincantieri, como parte del programa  de modernización y proyección naval "Linee Di Indirizzo Strategico 2019-2034" de la Marina Militare. Recibe su nombre por la ciudad de Trieste, sede de Fincantieri. El Trieste (L9890) entró en servicio el 7 de diciembre de 2024, y constituye el buque de mayor tamaño y tonelaje que haya tenido Italia desde la Segunda Guerra Mundial.

## Construcción

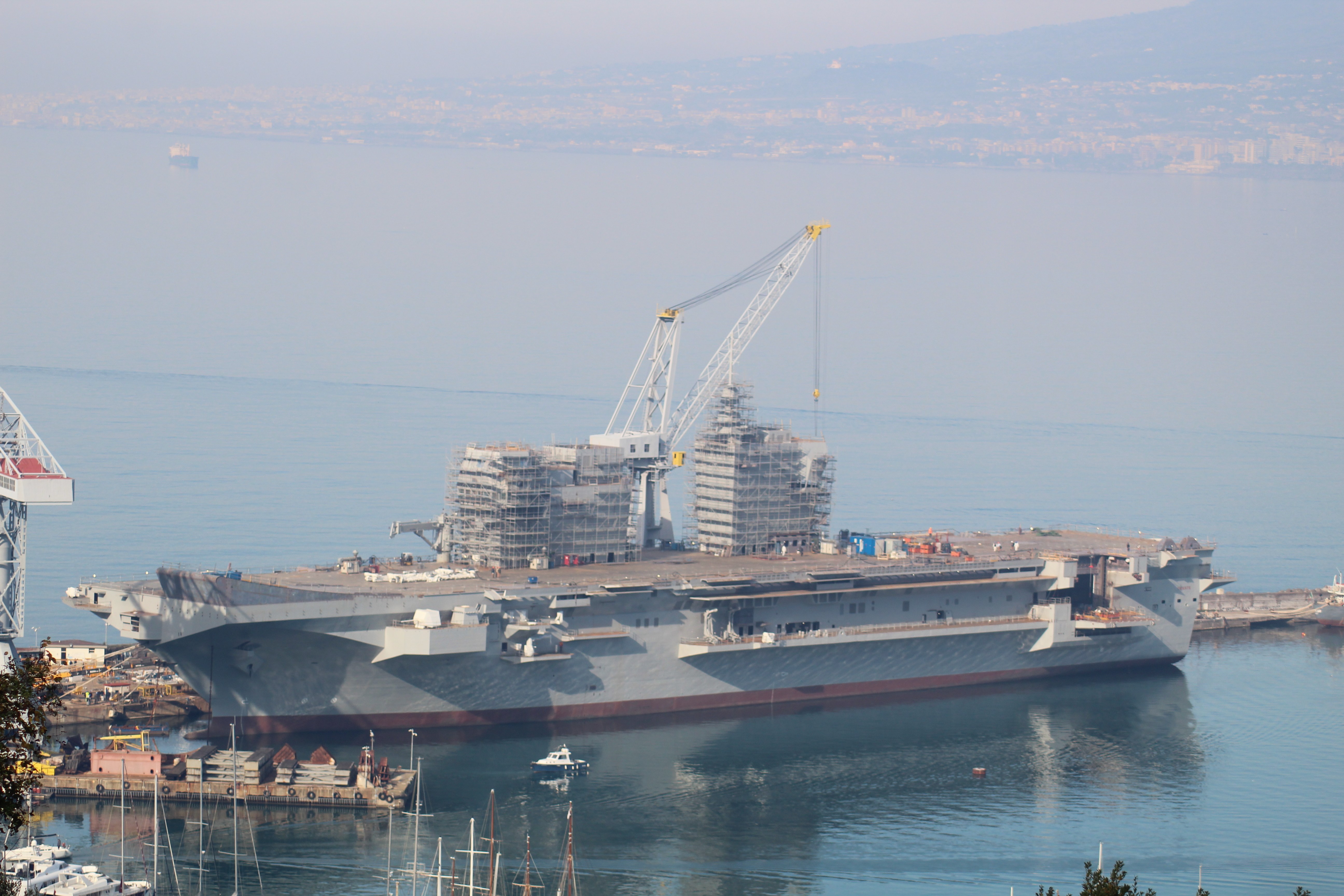
El Trieste, en los astilleros de Fincantieri en Castellamare di Stabia.

Su construcción comenzó en los astilleros de Fincantieri en Castellammare di Stabia, cerca de Nápoles, Italia. El primer corte de acero fue el 12 de enero de 2017 y fue completado y botado en mayo de 2019. Tiene prevista su entrada en servicio en primavera del 2024, reemplazando así al portaaviones Giuseppe Garibaldi (C 551) y pasando a ser el buque insignia de la Marina Militare. Actualmente se encuentra realizando sus pruebas de mar.

## Aviones y helicópteros embarcados
Será equipado con helicópteros como el EH101 y el NH90, combinándolos con aviones Lockheed Martin F-35B Lightning II. Tendrá un dique inundable capaz de acomodar embarcaciones de desembarco anfibio como LCM —las nuevas Cantieri Navali Vittoria LCM23—, LCAC y embarcaciones L-CAT más nuevas. También podrá transportar carros de combate como el C1 Ariete, o el B1 Centauro.